# Robert Abbe

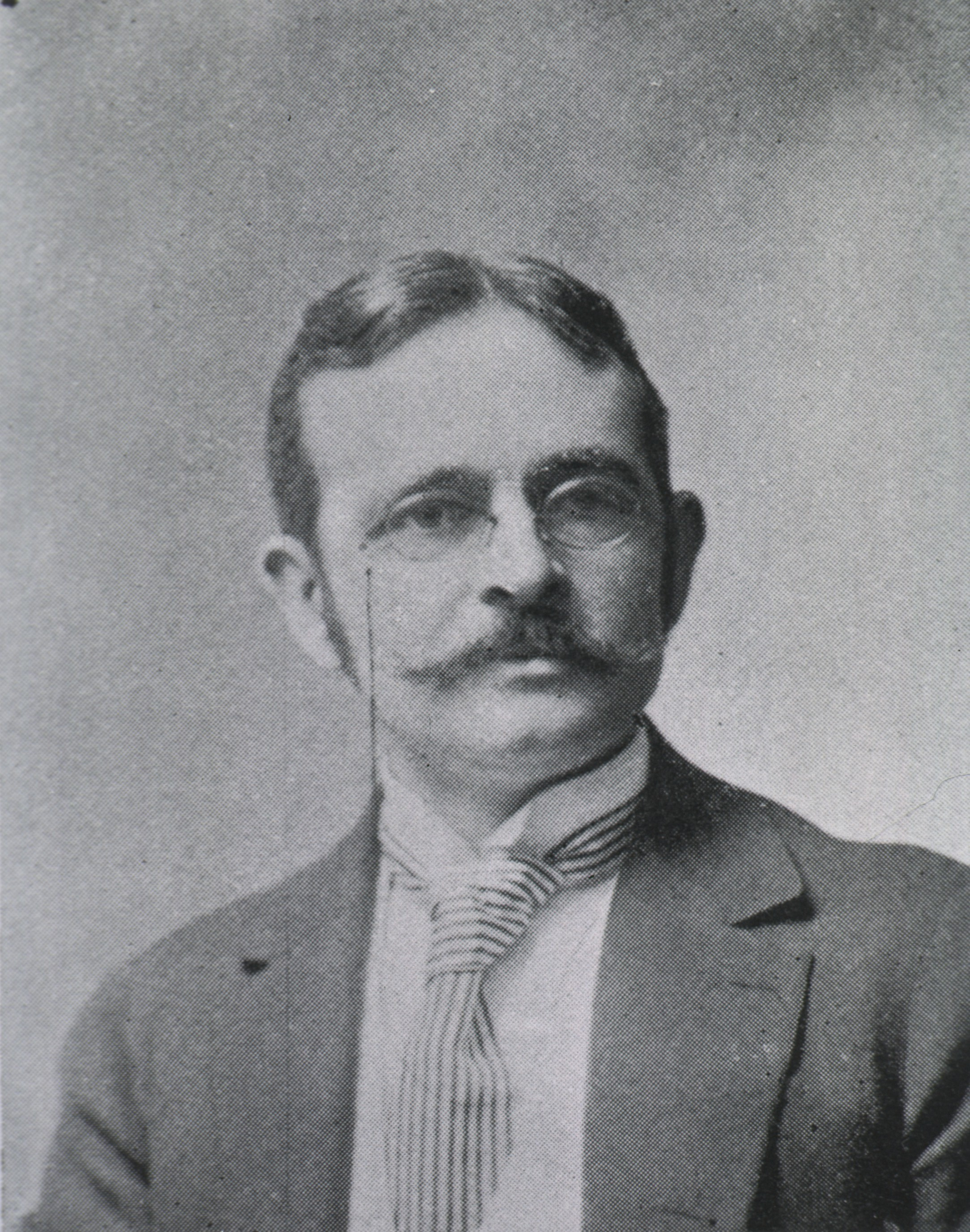
Robert Abbe, vor 1901

Robert Abbe (* 13. April 1851 in New York City; † 7. März 1928 ebenda) war ein US-amerikanischer Chirurg und Pionier auf dem Gebiet der Radiologie.

## Leben
Robert Abbe war eines von sieben Kindern des in New York City tätigen Kaufmanns George Waldo Abbe und dessen Gattin Charlotte, geborene Colgate. Sein älterer Bruder Cleveland Abbe war Meteorologe und Astronom. Robert Abbe besuchte in New York City die Grundschule und anschließend die Free Academy, wo er 1870 den Bachelor of Arts erlangte. Anschließend lehrte er an diesem Institut bis 1872 Englisch, Zeichnen und Geometrie. 1874 erreichte er den akademischen Grad eines Doktors der Medizin an der Columbia University. Von 1877 bis 1884 arbeitete er als Begleitarzt beim Ambulatorium des New York Hospitals. Außerdem war er u. a. Professor für Chirurgie am Women’s Medical College sowie Wundarzt beim St. Luke’s Hospital. Während seiner späteren ärztlichen Karriere war Abbe, der sich am 14. November 1891 mit Catherine Amory Palmer verheiratete, beim New York Babies’ Hospital sowie New York Cancer Hospital tätig.
Abbe war mit den Curies, insbesondere mit Marie Curie, befreundet und verbrachte einige Zeit bei ihnen in Paris. Er gehörte zu den ersten Medizinern, die Radium zur Behandlung von Krebs verwendeten. Unter anderem verfasste er A contribution to the surgery of the spine in M. Rec. Band 35, 1889, S. 149 ff., und die wiederholt abgedruckten Artikel Intradural Section of the Spinal Nervs for Neuralgia im Medical and Surgical Journal (1896) sowie Radium and Radioactivity im Yale Medical Journal (1904). 1923 zog er sich von seinem Beruf als Arzt und von seiner Lehrtätigkeit in den Ruhestand zurück. 1927 legte er mit seiner Sammlung die Grundlage für das Abbe Museum of Native American artifacts in Bar Harbor, Maine. Er starb 1928 im Alter von knapp 77 Jahren an Leukämie.